# 拉贝塞特
拉贝塞特（法語：Labessette）是法国多姆山省的一个市镇，属于伊苏瓦尔区（Issoire）托韦县（Tauves）。该市镇总面积10.45平方公里，2009年时的人口为73人。

## 人口
拉贝塞特人口变化图示